# Sillas

Sillas este o comună în departamentul Gironde din sud-vestul Franței. În 2009 avea o populație de 117 de locuitori.

## Evoluția populației
| An        | 1975 | 1982 | 1990 | 1999 | 2006 | 2009 |
| --------- | ---- | ---- | ---- | ---- | ---- | ---- |
| Populație | 111  | 100  | 100  | 105  | 117  | 117  |